# كلارنس إدوين أيريس
كلارنس إدوين أيريس (بالإنجليزية: Clarence Edwin Ayres)‏ هو اقتصادي أمريكي، ولد في 6 مايو 1891 في لوويل في الولايات المتحدة، وتوفي في 24 يوليو 1972 في ألاموغوردو في الولايات المتحدة.